# Stenodontus philippinator
Stenodontus philippinator är en stekelart som beskrevs av Diller 2004. Stenodontus philippinator ingår i släktet Stenodontus och familjen brokparasitsteklar. Inga underarter finns listade i Catalogue of Life.